# Marko Pantelić
Marko Pantelić (en serbi ciríl·lic: Марко Пантелић; nascut el 15 setembre de 1978 a Belgrad) és un exfutbolista serbi que jugava de davanter.